# ヘニエイトラック
ヘニエイトラック (Henyey track) は、恒星の進化において、前主系列星がHR図上でたどる成長過程である。太陽に近い質量を持つ星は、林トラックに沿って収縮した後、ヘニエイトラックを経て主系列星へと進化する。

前主系列段階の恒星進化の軌跡（青線）。ほぼ水平の曲線部がヘニエイトラックにあたる。

1950年代にアメリカの天文学者ルイス・ヘニエイらは、前主系列星が主系列に至る前の一時期、ほぼ放射平衡の状態を維持してHR図上を左向きに移動していくことを指摘した。この段階にある前主系列星は、表面温度を上げ、光度も少し大きくしながら、主系列段階へと進化する。2太陽質量 (M☉) 以上の星は、林トラックを経由することなく直接ヘニエイトラックを経て、水素燃焼と放射によるエネルギー収支が釣り合う零年齢主系列星 (ZAMS) に達する。